# Ráckanizsa
Ráckanizsa (szlovénül Razkrižje IPA: [ˈraːskriʒjɛ]) falu és a hasonló nevű alapfokú közigazgatási egység, azaz község központja Szlovéniában.

## A község települései
Murafüred (Gibina), Kopriva, Ráckanizsa, Ligetfalva (Šafarsko), Šprinc, Végfalva (Veščica).

## Neve
A településen  sohasem éltek rácok (szerbek), és a név a Kanizsa helynevekkel sem tartozik etimológiailag össze. A magyar megnevezés valójában a szláv névvel való hangalaki asszociációkon alapul, és a 19. század végi magyarországi földrajzinév-magyarosítási hullám idején született. Azóta feledésbe merült, a környéken élő magyarok sem használják.

## Fekvése
A Mura és a Ščavnica folyók összefolyásánál fekszik, a Muraközi-dombság északkeleti határán, Ljutomertől 6 km-re keletre, a horvát határ mellett. Muraköz, Muravidék és a történelmi Stájerország hármashatárának Muraköz felőli oldalán helyezkedik el. Az átcsatolás miatt ma Szlovéniában – egyfajta maradékelven – Alsó-Stájerország történelmi régióhoz számítják, noha sosem volt Stájerország része.

## Története
A középkorban a Zrínyi család birtoka volt. A trianoni békeszerződésig Zala vármegye Csáktornyai járásához tartozott. 1920-ban Jugoszlávián belül Szlovéniához csatolták, miközben földrajzilag a Muraköz része, ami különben Horvátországé lett.
1941-ben a német csapatok 10 napra megszállták, de azután visszakerült Magyarországhoz egészen 1945-ig, amikor ismét Jugoszlávia része lett. 1991 óta Szlovéniához tartozik.
Mivel a település és néhány szomszédos falu korábban a Muraköz részét alkotta, ami évszázadok óta horvát lakosú terület, ezért ez a kistérség is olykor témája az időszakosan fellángoló horvát-szlovén határvitáknak.

## Népesség
A lakosság 88,97%-a szlovén, 8,80%-a horvát nemzetiségű.
Az eredetileg horvát lakosság az évtizedek során azonosult a szlovénokkal és átvették a vend nyelvhez közel álló prlekijai nyelvjárást, amely nagyon közeli rokonságban áll a muraközi kaj-horvát dialektussal. Az asszimilációt segítette továbbá, hogy még Trianon előtt is a ráckanizsaiaknak szoros kapcsolatuk volt a stájervidéki szlovénokkal és gyakoriak voltak a kevert házasságok. A falu templomában még az 1990-es években is tartottak horvát nyelvű miséket.